# مارك هاموند (سياسي)
مارك هاموند (بالإنجليزية: Mark Hammond)‏ هو سياسي أمريكي، ولد في 29 نوفمبر 1963 في لانكستر في الولايات المتحدة. حزبياً، نشط في الحزب الجمهوري.

## وصلات خارجية
- الموقع الرسمي